# Вера Златарева
Вера Димитрова Златарева (1905 – 1977) е българска юристка, общественичка и авторка на публицистика. Един от съоснователите на Съюза на научните работници в България, днес Съюз на учените в България.

## Биография
Вера Златарева е българска юристка, публицистка, общественичка. Родена през 1905 г. в село Голямо Белово, Пазарджишко.
Завършва право в Софийския университет през 1929 година и става първата жена-юрист, защитила докторат по право в Университета през 1931 година с докладчици проф. Тодор Кулев и проф. Никола Долапчиев.
Помощник-юрисконсулт е в МЗДИ (1931 – 1932), а по-късно и помощник завеждащ Службата за борба със социалните злини при Дирекция на полицията. През 1938 година участва в конкурс за стипендия по криминална социология на Международната федерация на университетските жени.
Омъжена за юриста д-р Михаил Геновски, с когото имат две деца. Заедно с Геновски са редактори на списание „Земя и труд“. Тя сътрудничи и на списанията „Философски преглед“, „Правна мисъл“, „Фар на въздържанието“, „Трезвеност“, „Литературен глас“, „Вестник за жената“, „Женски глас“, „Адвокатски преглед“, „Полицай“ и „Преглед за трудово право“.

## Феминизъм
Вера Златарева участва в Дружеството на българките с висше образование, където е член на ръководството на юридическата секция, както и на самото дружество. Фокус на общественическата и изследователската ѝ дейност са темите, свързани с положението на жената в обществото, теми като проституцията, изнасилванията, грижи за самотните майки и други, женския труд.
Златарева е член на Управителния съвет на юридическия клон на „Дружеството на българките с висше образование“. Тя е и първата жена с придобита адвокатска правоспособност в България през 1945 г.
Ръководителка на Българския народен женски съюз след 1944 г. Членува в БЗНС Врабча 1. През 1945 година става народен представител в XXVI обикновено народно събрание. Участва в инициативи за възстановяване на конституционните права и свободи, които след преврата от май 1934 г. биват ограничени.